# Eclipsi lunar del 7 d'agost de 2017
L'Eclipsi lunar del 7 d'agost de 2017 va ser el segon dels dos eclipsis lunars que tindran lloc el 2017. Es va poder veure bé des d'Europa, Àsia, Àfrica i Austràlia.